# Fox (Familienname)
Fox (engl. für „Fuchs“) ist ein häufiger englischer Familienname, analog dem deutschen Familiennamen Fuchs.

## Namensträger

### A
- A. Gardner Fox (1912–1992), US-amerikanischer Physiker
- Aaron Fox (* 1976), US-amerikanischer Eishockeyspieler
- Adaire Fox-Martin (* 1964), irische Managerin
- Adam Fox (Dichter) (1883–1977), britischer Dichter und Hochschullehrer
- Adam Fox (Eishockeyspieler) (* 1998), US-amerikanischer Eishockeyspieler
- Aidra Fox (* 1995), US-amerikanische Pornodarstellerin
- Aileen Fox (1907–2005), britische Archäologin
- Alan Fox (1920–2002), britischer Industriesoziologe
- Alicia Fox (eigentlich Victoria Crawford; * 1986), US-amerikanisches Model und Wrestlerin
- Allen Fox (* 1939), US-amerikanischer Tennisspieler
- Amaryllis Fox (* 1980), britisch-US-amerikanische Geheimdienstmitarbeiterin und Friedensaktivistin
- Andrew Fox (Schriftsteller) (Andrew Jay Fox; * 1964), US-amerikanischer Schriftsteller
- Andrew Fox (Fußballspieler) (* 1993), englischer Fußballspieler
- Andrew F. Fox (1849–1926), US-amerikanischer Politiker
- Angela Fox (Schauspielerin) (1912–1999), englische Schauspielerin
- Angela Fox (Malerin) (* 1964), US-amerikanische Malerin und Collagistin
- Angela Fox (Komponistin) (* 1976), US-amerikanische Komponistin
- Anselmo Fox (* 1964), Schweizer Künstler
- Ansley H. Fox (1875–1948), US-amerikanischer Erfinder und Unternehmer
- Arthur Fox (1878–1958), US-amerikanischer Fechter
- Ashley Fox (* 1969), britischer Politiker
- Ashley Fox (Produzentin), US-amerikanische Filmproduzentin
- Audrey Ellis Fox, US-amerikanische Schauspielerin und Filmschaffende

### B
- Bernard Fox (Eiskunstläufer) (Matthew Bernard Fox; 1916–1998), US-amerikanischer Eiskunstläufer
- Bernard Fox (Schauspieler) (1927–2016), walisischer Schauspieler
- Bernard Fox (IRA-Mitglied) (* 1951), nordirisches IRA-Mitglied
- Bertil Fox (* 1951), Bodybuilder und verurteilter Mörder
- Billy Fox (1939–1974), irischer Politiker (Fine Gael)
- Brad Fox (Autor), US-amerikanischer Schriftsteller und Journalist
- Brad Fox (Footballspieler) (* 1969), australischer Australian-Football-Spieler
- Brian Fox (* 1959), Softwareentwickler

### C
- Cameron Fox († 2014), US-amerikanischer Pornodarsteller
- Candice Fox (* 1980), australische Kriminalschriftstellerin
- Carol Fox (* 1956), US-amerikanische Eiskunstläuferin
- Cassandra Fox (* 1982), britische Popsängerin
- Catherine Fox (* 1977), US-amerikanische Schwimmerin
- Charles Fox (Unternehmer) (1797–1878), britischer Bergbauunternehmer und Geologe
- Charles Fox (Ingenieur) (1810–1874), britischer Eisenbahningenieur und Erfinder
- Charles Fox (Mathematiker) (1897–1977), britisch-kanadischer Mathematiker
- Charles Fox (Pianist) (um 1920–2001/2002), US-amerikanischer Jazzpianist
- Charles Fox (Komponist) (* 1940), US-amerikanischer Komponist
- Charles Edward Fox-Strangways (1844–1910), britischer Geologe
- Charles James Fox (1749–1806), britischer Politiker
- Charlotte Fox (1957–2018), US-amerikanische Bergsteigerin
- Chloë Fox (* 1971), australische Politikerin
- Chris Fox, Baron Fox (* 1957), britischer Politiker
- Christopher Fox (* 1955), englischer Komponist
- Colin Fox (Schauspieler) (1938–2025), kanadischer Schauspieler und Sprecher
- Colin Fox (Politiker) (* 1959), schottischer Politiker (SSP)
- Constance Fox Talbot (1811–1880), englische Künstlerin

### D
- Dana Fox (* 1976), US-amerikanische Produzentin und Drehbuchautorin
- Dane Fox (* 1993), kanadischer Eishockeyspieler
- Daniel Fox (Hockeyspieler) (Dan Fox; * 1983), britischer Hockeyspieler
- Daniel Fox (Schwimmer) (* 1994), australischer Schwimmer
- Danny Fox (Daniel Fox; * 1986), schottischer Fußballspieler
- David Fox (Schauspieler) (* 1941), kanadischer Schauspieler
- David Fox (Spieleentwickler), US-amerikanischer Spieleentwickler
- David Fox (Schwimmer) (* 1971), US-amerikanischer Schwimmer
- David Fox (Fußballspieler) (* 1983), englischer Fußballspieler
- David Scott Fox (* 1910), britischer Diplomat
- David Spencer Fox (1817–1901), US-amerikanischer Politiker
- David Fox, Pseudonym von Isabel Ostrander
- Davina Chanel Fox (* 1997), deutsche Schauspielerin
- De’Aaron Fox (* 1997), US-amerikanischer Basketballspieler
- Dieter Fox (* 1966), deutscher Informatiker und Hochschullehrer
- Donal Fox (* 1952), US-amerikanischer Pianist und Komponist
- Douglas Fox (1840–1921), britischer Bauingenieur

### E
- E. Phillips Fox (1865–1915), australischer Maler und Kunstlehrer
- Edward Fox (* 1937), britischer Schauspieler
- Edward Fox (Autor) (* 1958), US-amerikanischer Schriftsteller
- Elio Fox (* 1986), US-amerikanischer Pokerspieler
- Eliza Bridell Fox (* 1823/1824–1903), britische Malerin
- Elizabeth Fox-Genovese (1941–2007), US-amerikanische Historikerin
- Elyar Fox (geb. Elyar Afshari; * 1995), britischer Sänger
- Emerson Fox, Pseudonym von Rolf Olsen (1919–1998), österreichischer Schauspieler, Regisseur und Drehbuchautor
- Emilia Fox (* 1974), englische Schauspielerin
- Emily Fox (Basketballspielerin) (* 1987), US-amerikanische Basketballspielerin
- Emily Fox (Fußballspielerin) (* 1998), US-amerikanische Fußballspielerin
- Emily Fox (Drehbuchautorin), US-amerikanische Drehbuchautorin
- Eugen Fox (1911–1988), deutscher Lyriker und Fotograf
- Eytan Fox (* 1964), israelischer Regisseur

### F
- Felicia Fox (eigentlich Elizabeth A. Wentz; * 1974), US-amerikanische Pornodarstellerin
- Felicity Lane-Fox, Baroness Lane-Fox (1918–1988), britische Politikerin (Conservative Party)
- Felix Fox (Musiker) (1876–1947), deutscher Musikpädagoge, Pianist und Komponist
- Felix Fox (Pornodarsteller) (* 1999), US-amerikanischer Pornodarsteller
- Fernand Fox (1934–2024), luxemburgischer Schauspieler
- Francine Fox (* 1949), US-amerikanische Kanutin
- Francis Fox (1939–2024), kanadischer Rechtsanwalt und Politiker (Liberale Partei)
- Francis Fox (Ingenieur) (1844–1927), britischer Bauingenieur
- Frank Fox (1902–1965), österreichischer Kapellmeister und Komponist
- Fred Fox (1884–1949), britischer Schauspieler und Regieassistent
- Fred S. Fox (1915–2005), US-amerikanischer Drehbuchautor
- Freddie Fox (Jockey) (Frederick Sidney Fox; 1888–1945), britischer Jockey
- Freddie Fox (Fußballspieler) (Frederick Samuel Fox; 1898–1968), britischer Fußballspieler
- Freddie Fox (Schauspieler) (Frederick Samson Robert Morice Fox; * 1989), britischer Schauspieler
- Frederick Fox (1931–2011), US-amerikanischer Komponist und Musikpädagoge
- Frederick Fox (Hutmacher) (1931–2013), britischer Hutmacher

### G
- Gabriella Fox (* 1989), US-amerikanische Pornodarstellerin
- Gardner Fox (1911–1986), US-amerikanischer Autor
- Gemma Fox, britische Grime-Musikerin
- Geoffrey C. Fox (* 1944), britisch-US-amerikanischer Physiker und Informatiker
- Georg Fox (* 1949), deutscher Schriftsteller
- George Fox (1624–1691), britischer Quäker
- George Henry Fox (1846–1937), US-amerikanischer Hautarzt
- Gisela Fox-Düvell (* 1946), deutsche Malerin und Grafikerin
- Gordon D. Fox (* 1961), US-amerikanischer Politiker
- Grant Fox (* 1962), neuseeländischer Rugby-Union-Spieler und -Trainer
- Greg Fox (* 1953), kanadischer Eishockeyspieler

### H
- Hannah Jane Fox (* 1976), britische Schauspielerin
- Harold Fox (Historiker) († 2007), britischer Historiker
- Harold Munro Fox (1889–1967), britischer Zoologe
- Helmut Fox (1930–1998), deutscher katholischer Theologe und Religionspädagoge
- Henry Vassall-Fox, 3. Baron Holland (1773–1840), britischer Staatsmann
- Herbert Fox (1903–1993), deutscher Bergingenieur und Wirtschaftsführer
- Huckleberry Fox (George Fox; 1974–2024), US-amerikanischer Schauspieler

### I
- Irving Fox (1912–1992), US-amerikanischer Zoologe

### J
- Jack Fox (Stummfilmschauspieler), Stummfilmschauspieler
- Jack Fox (Schauspieler) (* 1985), englischer Schauspieler
- Jack Fox (Footballspieler), US-amerikanischer American-Football-Spieler
- Jackie Fox (* 1959), US-amerikanische Rechtsanwältin und ehemalige Rockmusikerin
- Jacob Fox (* 1984), US-amerikanischer Mathematiker
- James Fox (Ingenieur) (1789–1859), britischer Ingenieur
- James Fox (Schauspieler) (* 1939), britischer Schauspieler
- James Fox (Sänger) (* 1976), britischer Sänger
- Jennifer Fox (* 1959), US-amerikanische Filmproduzentin, Regisseurin und Kamerafrau
- Jeremy Fox (1941–2023), britischer Moderner Fünfkämpfer
- Jessica Fox (Schauspielerin) (* 1983), britische Schauspielerin
- Jessica Fox (Kanutin) (* 1994), australische Kanutin
- Jim Fox (1941–2023), britischer Moderner Fünfkämpfer, siehe Jeremy Fox
- Jim Fox (Basketballspieler) (James L. Fox; * 1943), US-amerikanischer Basketballspieler
- Jim Fox (Eishockeyspieler) (James Charles Fox; * 1960), kanadischer Eishockeyspieler, -funktionär und Sportkommentator
- Joanne Fox (* 1979), australische Wasserballspielerin
- Joe Fox (1931–1981), irischer Politiker
- Johannes M. Fox (1938–2021), deutscher Physiker und Mediziner
- John Fox (Politiker) (1835–1914), US-amerikanischer Politiker
- John Fox junior (1862–1919), US-amerikanischer Journalist und Autor
- John Fox (Ingenieur) (1924–2001), kanadischer Eisenbahn-Ingenieur
- John Fox (Mathematiker) (* 1946), britischer Statistiker
- John Fox (Autor) (1952–1990), US-amerikanischer Schriftsteller
- John Fox (Footballtrainer) (* 1955), US-amerikanischer Footballtrainer
- John Fox (Komiker) (1957–2012), US-amerikanischer Komiker, Schauspieler und Drehbuchautor
- John Fox (Dramatiker), britischer Dramatiker
- John Fox (Pokerspieler), Pokerspieler und Autor
- John Fox (Produzent), US-amerikanischer Produzent
- John Fox (Snookerspieler), englischer Snookerspieler
- John Fox (Verleger), US-amerikanischer Verleger
- John Fox (Wasserballspieler) (* 1963), australischer Wasserballspieler
- John H. Fox, britischer Historiker und Hochschullehrer
- John P. Fox, britischer Historiker
- Johnny Fox (1948–1995), irischer Politiker

- Jon D. Fox (1947–2018), US-amerikanischer Politiker
- Jorja Fox (* 1968), US-amerikanische Schauspielerin
- Joseph Fox (Mediziner) (1755–1816), britischer Zahnmediziner
- Joseph John Fox (1855–1915), US-amerikanischer Geistlicher, Bischof von Green Bay
- Josh Fox (* 1972), US-amerikanischer Filmproduzent, Filmregisseur und Drehbuchautor
- Josh Riker-Fox (* 1983), kanadischer Fünfkämpfer
- Julia Fox (* 1990), italienisch-amerikanische Schauspielerin

### K
- Katharina Fox (* 1996), deutsche Radrennfahrerin
- Katia Fox (* 1964), deutsche Autorin
- KC Fox (1954–2024), US-amerikanische Setdekorateurin
- Keelin Fox (* um 1979), irische Badmintonspielerin
- Kerry Fox (* 1966), neuseeländische Schauspielerin

### L
- Laurence Fox (* 1978), britischer Schauspieler
- Liam Fox (* 1961), britischer Politiker
- Liam Fox (Fußballspieler) (* 1984), schottischer Fußballspieler und -trainer
- Lois Freeman-Fox (* 1947), US-amerikanische Filmeditorin, Bildhauerin, Malerin und Hochschullehrerin
- Louise Fox (Drehbuchautorin), australische Drehbuchautorin
- Louise Fox (Triathletin) (* 1980), britische Triathletin
- Lucas Fox (* 1953), britischer Schlagzeuger
- Luke Fox (1586–1635), englischer Entdecker

### M
- Manny Fox († 2012), US-amerikanischer Musikproduzent
- Marama Fox (* 1970/71), neuseeländische Politikerin der Māori Party
- Marta Fox (* 1952), polnische Lyrikerin, Romanautorin und Essayistin
- Martin Stuart-Fox (* 1939), australischer Südostasienwissenschaftler, Historiker, Journalist und Hochschullehrer
- Mary Fox (1798–1864), illegitime Tochter von Wilhelm IV. (Vereinigtes Königreich)
- Marye Anne Fox (1947–2021), US-amerikanische Chemikerin und Wissenschaftsorganisatorin
- Matthew Fox (Theologe) (* 1940),  US-amerikanischer katholischer Priester und Theologe
- Matthew Fox (Schauspieler) (* 1966), US-amerikanischer Schauspieler
- Matthew Fox (Radsportler), neuseeländischer Bahnradsportler
- Megan Fox (* 1986), US-amerikanische Schauspielerin
- Mem Fox (* 1946), australische Erziehungswissenschaftlerin
- Michael Fox (Schauspieler) (1921–1996), US-amerikanischer Schauspieler
- Michael Fox (Richter) (1921–2007), britischer Barrister und Richter am Court of Appeal
- Michael Fox (Anwalt) (1934–2009), israelischer Anwalt britischer Abstammung und Mitglied des Order of the British Empire (MBE)
- Michael Fox (Priester) (* 1942), Priester der Kirche von England und Erzdiakon der Diözese Chelmsford von 1993 bis 2007
- Michael A. Fox (* 1948/49), US-amerikanischer Politiker des US-Bundesstaats Ohio und ehem. Repräsentant in der Ohio State Legislature
- Michael Allen Fox (* 1940), US-amerikanisch-kanadisch-australischer Philosoph
- Michael J. Fox (* 1961), kanadisch-US-amerikanischer Schauspieler
- Michael R. Fox (* 1971), US-amerikanischer Schauspieler
- Michael C. Fox (* 1989), britischer Schauspieler
- Michael V. Fox (* 1940), US-amerikanischer Bibelwissenschaftler, emeritierter Professor der Fakultät für Hebräisch und Semitistik der Universität von Wisconsin-
- Mike Fox (American Football) (* 1967), US-amerikanischer American-Football-Spieler (vormals New York Giants)
- Mike Fox (Baseball), US-amerikanischer Baseballtrainer (vormals North Carolina Tar Heels)
- Mike Fox (Fußball) (* 1961), US-amerikanischer Fußballspieler
- Mike Fox (Politiker), US-amerikanischer Politiker des US-Bundesstaats Montana und Mitglied des Montana State Senate (District 16)
- Mildred Fox (* 1971), irische Politikerin
- Mimi Fox (* 1956), US-amerikanische Jazzgitarristin und Musikpädagogin
- Miranda J. Fox (* 1989), deutsche Schriftstellerin
- Morgan Fox (* 1974), irischer Radrennfahrer
- Myriam Fox-Jerusalmi (* 1961), französische Kanutin

### N
- Nate Fox (1977–2014), US-amerikanischer Basketballspieler
- Nathan A. Fox (* 1948), US-amerikanischer Entwicklungspsychologe
- Nellie Fox (1927–1975), US-amerikanischer Baseballspieler
- Nicole Arianna Fox (* 1991), US-amerikanisches Model und Schauspielerin
- Nikolaus Fox (1899–1946), deutscher Lehrer, Volkskundler und Dichter
- Noemie Fox (* 1997), australische Kanutin
- Noosha Fox (* 1944), australisch-britische Sängerin

### O
- Oliver Fox (1885–1949), britischer Schriftsteller und Parapsychologe

### P
- Paddy Fox, Pseudonym von Milan Srdoč (1920–1988), jugoslawischer Schauspieler
- Paul S. Fox (1898–1972), US-amerikanischer Szenenbildner
- Paula Fox (1923–2017), US-amerikanische Schriftstellerin
- Peter Fox (* 1971), deutscher Musiker
- Peter Fox (Politiker) (1921–1989), kanadischer Politiker (Manitoba)
- Philip Fox (Astronom) (1878–1944), US-amerikanischer Astronom
- Philip Fox (Schauspieler), britischer Schauspieler
- Phoebe Fox (* 1987), britische Schauspielerin
- Phyllis Fox (1923–2017), US-amerikanische Informatikerin und Mathematikerin

### R
- Rachel G. Fox (* 1996), US-amerikanische Schauspielerin
- Ralph Winston Fox (1900–1936), britischer Autor und Historiker
- Ralph Fox (Mathematiker) (1913–1973), US-amerikanischer Mathematiker
- Ray Fox (Ingenieur) (1916–2014), US-amerikanischer Automobilingenieur und -rennstallbesitzer
- Ray Errol Fox (* 1939), US-amerikanischer Filmproduzent, Drehbuchautor und Journalist
- Rayni Fox (* 1956), US-amerikanische Tennisspielerin
- Renée C. Fox (1928–2020), US-amerikanische Soziologin
- Richard Fox (Bischof) (1446/1448–1528), englischer Staatsmann und Bischof
- Richard Fox (Kanute) (* 1960), englischer Kanute und Verbandsfunktionär
- Rick Fox (Ulrich Alexander Fox; * 1969), kanadischer Basketballspieler und Schauspieler
- Rik Fox (* 1955), US-amerikanischer Musiker
- Robert Fox (Badminton) (* um 1925), philippinischer Badmintonspieler
- Robert Fox (Historiker) (* 1938), britischer Wissenschaftshistoriker
- Robert Fox (Produzent) (Robert Michael John Fox; * 1952), britischer Theater- und Filmproduzent
- Robin Fox (Künstleragent) (1913–1971), britischer Künstleragent
- Robin Fox (Anthropologe) (1934–2024), britischer Anthropologe
- Robin Fox (Sängerin), US-amerikanische Singer-Songwriterin
- Robin Fox (Künstler), australischer Performancekünstler, Komponist und Improvisationsmusiker
- Robin Lane Fox (* 1946), britischer Althistoriker
- Rodger Fox (1953–2024), neuseeländischer Jazzmusiker
- Roy Fox (1901–1982), US-amerikanischer Musiker und Bandleader
- Ruby Fox (* 1945), US-amerikanische Sportschützin
- Ruel Fox (* 1968), montserratischer Fußballspieler
- Ryan Fox (Golfspieler) (* 1987), neuseeländischer Golfspieler
- Ryan Fox (Ruderer) (* 1986), US-amerikanischer Ruderer

### S
- Sabrina Fox (* 1958), deutsche Autorin und Moderatorin
- Sally Cherniavsky Fox (1929–2006), US-amerikanische Fotografin und Herausgeberin
- Sam Fox (1929–2024), US-amerikanischer Diplomat und Unternehmer
- Samantha Fox (Pornodarstellerin) (1951–2020), US-amerikanische Pornodarstellerin
- Samantha Fox (* 1966), britische Popsängerin und Schauspielerin
- Samson Fox (1838–1903), britischer Unternehmer und Politiker
- Samuel Fox (1815–1887), britischer Erfinder
- Scott Fox (* 1987), schottischer Fußballtorwart
- Sean Ryan Fox (* 2001), US-amerikanischer Schauspieler
- Sheldon Fox (1930–2006), US-amerikanischer Architekt
- Sidney Fox (1907–1942), US-amerikanische Schauspielerin
- Sidney W. Fox (1912–1998), US-amerikanischer Biochemiker
- Spencer Fox (* 1993), US-amerikanischer Musiker, Synchronsprecher und Schauspieler
- Stan Fox (1952–2000), US-amerikanischer Rennfahrer
- Sylvan Fox (1928–2007), US-amerikanischer Journalist, Buchautor und Pulitzer-Preisträger

### T
- T. J. Fox (Thomas Joseph Fox; * 1984), US-amerikanischer Eishockeyspieler
- Tania Fox (* 1993), ukrainisch-US-amerikanische Schauspielerin, Pornodarstellerin, Webcam-Model und Erotikmodel
- Terry Fox (Künstler) (1943–2008), US-amerikanischer Künstler
- Terry Fox (Leichtathlet) (1958–1981), kanadischer Leichtathlet
- Thomas Fox (Politiker) (1622–1666), englischer Rechtsanwalt und Politiker
- Thomas Fox (Cricketspieler) (1849–1916), englischer Cricketspieler
- Thomas C. Fox (Thomas Charles Fox; * 1944), US-amerikanischer Journalist und Herausgeber
- Tiger Jack Fox (1907–1954), US-amerikanischer Boxer
- Toby Fox (* 1991), US-amerikanischer Spieleentwickler und Videospiel-Komponist
- Tom Fox (Produzent) (1935–2004), US-amerikanischer Filmproduzent
- Tom Fox (Sänger) (* um 1950), US-amerikanischer Opernsänger (Bariton)
- Tom Fox (Aktivist) (1951–2006), US-amerikanischer Friedensaktivist
- Tony Fox (Ruderer) (Thomas Anthony Fox; 1928–2010), britischer Arzt und Ruderer
- Tony Fox (Rugbyspieler) (* um 1934), australischer Rugbyspieler

### U
- Uffa Fox (1898–1972), britischer Yachtkonstrukteur und Werftbesitzer
- Ulrich Fox (Heimatforscher) (1937–2012), deutscher Heimatforscher
- Ulrich Fox (Bildhauer) (* 1944), deutscher Bildhauer und Grafiker
- Ursula Fox (* 1938), deutsche Ökonomin

### V
- Vicente Fox (* 1942), mexikanischer Politiker, Präsident 2000 bis 2006
- Victor Fox (Fußballspieler) (1898–1949), englischer Fußballspieler
- Victor Fox (Jazzmusiker) (* 2000), deutscher Jazzmusiker
- Vinzenz von Fox (1859–1931), österreich-ungarischer General
- Virgil Fox (1912–1980), US-amerikanischer Organist
- Virginia Fox (1902–1982), US-amerikanische Stummfilmschauspielerin
- Vivica A. Fox (* 1964), US-amerikanische Schauspielerin

### W
- Wade Fox (1920–1964), US-amerikanischer Zoologe
- Wallace Fox (1895–1958), US-amerikanischer Filmregisseur
- William Fox (Politiker) (1812–1893), neuseeländischer Politiker
- William Fox (Fußballspieler) (fl. 1887), irischer Fußballspieler
- William Fox (Produzent) (geboren als Wilhelm Fuchs; 1879–1952), US-amerikanischer Filmproduzent und Unternehmer
- William Fox (Schauspieler) (1911–2008), britischer Schauspieler
- William Fox (Ringer) (1912–1999), britischer Ringer
- William Fox-Pitt (* 1969), britischer Vielseitigkeitsreiter
- William Fox-Strangways, 4. Earl of Ilchester (1795–1865), britischer Diplomat und Geologe
- William Darwin Fox (1805–1880), englischer Geistlicher und Naturforscher
- William Henry Fox Talbot (1800–1877), englischer Orientalist und Fotopionier
- William Johnson Fox (1786–1864), englischer unitarischer Geistlicher, Publizist und Politiker
- William Price Fox (1926–2015), US-amerikanischer Schriftsteller
- William T. R. Fox (1912–1988), US-amerikanischer Politikwissenschaftler,
- William Tilbury Fox (1836–1879), englischer Hautarzt

### Y
- Yolande Fox (1928–2016), US-amerikanische Sängerin, Fotomodell und Frauenrechtsaktivistin